# Équipe cycliste Benotti Berthold

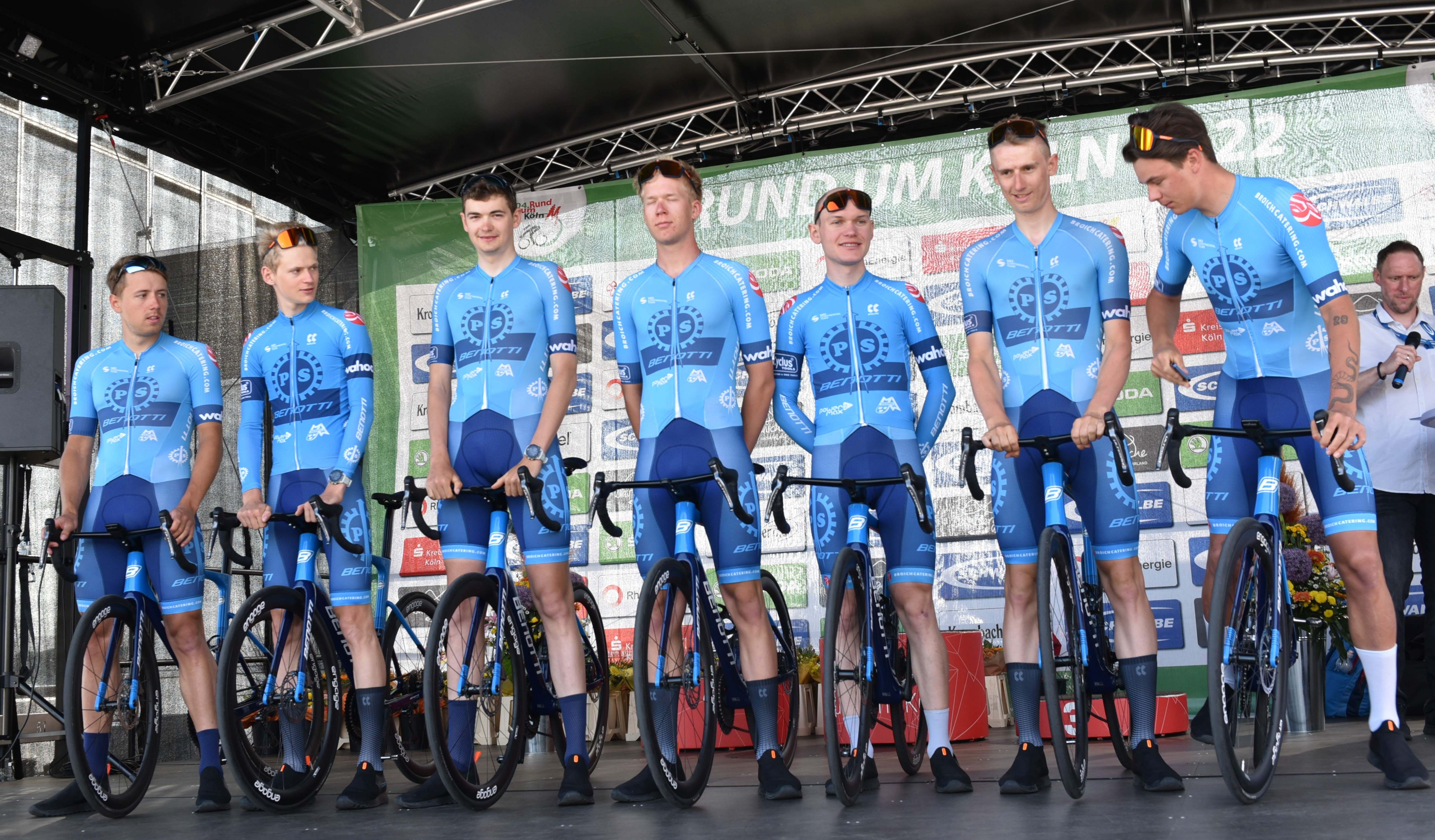
L'équipe en 2022.

L'équipe cycliste Benotti Berthold est une équipe cycliste allemande, ayant le statut d'équipe continentale depuis 2019.

## Principales victoires

### Courses d'un jour
- Coupe des Carpates : 2019 (John Mandrysch)
- Mémorial Andrzej Trochanowski : 2022 (Tobias Nolde)

### Courses par étapes
- In the footsteps of the Romans : 2021 (Immanuel Stark)
- Tour de Bulgarie  : 2021 (Immanuel Stark)

## Classements UCI
L'équipe participe aux épreuves des circuits continentaux et en particulier de l'UCI Europe Tour. Les tableaux ci-dessous présentent les classements de l'équipe sur les différents circuits, ainsi que son meilleur coureur au classement individuel.
UCI Europe Tour
| UCI Europe Tour | UCI Europe Tour        | UCI Europe Tour                           | UCI Europe Tour |
| Année           | Classement par équipes | Meilleur coureur au classement individuel |                 |
| --------------- | ---------------------- | ----------------------------------------- | --------------- |
| 2019            | 90e                    | John Mandrysch (916e)                     |                 |
| 2020            | 95e                    | Michel Aschenbrenner (1139e)              |                 |
| 2021            | 58e                    | Immanuel Stark (374e)                     |                 |
| 2022            | 65e                    | Tobias Nolde (484e)                       |                 |
| 2023            | 98e                    | -                                         |                 |
|                 |                        |                                           |                 |
| Source : UCI    |                        |                                           |                 |

L'équipe est également classée au Classement mondial UCI qui prend en compte toutes les épreuves UCI et concerne toutes les équipes UCI.
| Classement mondial | Classement mondial     | Classement mondial                        | Classement mondial |
| Année              | Classement par équipes | Meilleur coureur au classement individuel |                    |
| ------------------ | ---------------------- | ----------------------------------------- | ------------------ |
| 2019               | 162e                   | John Mandrysch (1331e)                    |                    |
| 2020               | 163e                   | Michel Aschenbrenner (1528e)              |                    |
| 2021               | 86e                    | Immanuel Stark (456e)                     |                    |
| 2022               | 110e                   | Tobias Nolde (625e)                       |                    |
| 2023               | 191e                   | Jannis Peter (2301e)                      |                    |
| 2024               | 169e                   | Tobias Nolde (1404e)                      |                    |
|                    |                        |                                           |                    |
| Source : UCI       |                        |                                           |                    |

## Benotti Berthold en 2025
Effectif
| Effectif 2025            | Effectif 2025     | Effectif 2025 | Effectif 2025                          |
| Cycliste                 | Date de naissance | Pays          | Équipe précédente                      |
| ------------------------ | ----------------- | ------------- | -------------------------------------- |
| Anton Albrecht           | 6 janvier 1997    | Allemagne     |                                        |
| Calvin Dik               | 25 février 2000   | Allemagne     | Cologne Riders p/b Dauner-Akkon (2023) |
| Laurin Gabelica          | 17 février 2004   | Allemagne     | Santic-Wibatech (2024)                 |
| Albert Gathemann         | 3 novembre 2001   | Allemagne     | Dauner-AKKON (2022)                    |
| Tim Gloßner              | 30 juin 2006      | Allemagne     |                                        |
| Jarno Grixa              | 14 octobre 2003   | Allemagne     |                                        |
| Tim Kößler               | 10 avril 2003     | Allemagne     |                                        |
| Tom Mai                  | 22 novembre 2000  | Allemagne     |                                        |
| Eric Meinberg            | 6 juillet 2006    | Allemagne     |                                        |
| Tobias Nolde             | 9 décembre 1998   | Allemagne     | Heizomat rad-net.de (2018)             |
| Patrick Reißig           | 3 juin 1994       | Allemagne     | Maloja Pushbikers (2024)               |
| Dominik Röber            | 12 octobre 1999   | Allemagne     |                                        |
| Philip Weber             | 24 juillet 1998   | Allemagne     | Maloja Pushbikers (2024)               |
|                          |                   |               |                                        |
| Source : ProCyclingStats |                   |               |                                        |

Victoires
| Victoires | Victoires | Victoires | Victoires | Victoires | Victoires |
| Date      | Course    | Pays      | Classe    | Vainqueur |           |
| --------- | --------- | --------- | --------- | --------- | --------- |